# تیره (شهر)
تیره (به ترکی استانبولی: Tire) شهری است در کشور ترکیه که در استان ازمیر واقع شده‌است. جمعیت این شهر بر اساس سرشماری سال ۲۰۰۸ میلادی ۴۹٬۴۵۱ نفر و بر اساس برآوردهای سال ۲۰۰۹ میلادی ۵۰٬۳۳۷ نفر می‌باشد.